# Ruidosa Fest
Ruidosa Fest, estilizado como RUIDOSA Fest, es un evento musical chileno centrado en artistas mujeres y disidencias sexuales. Fundado en 2016, es el primer festival latinoamericano que presenta únicamente mujeres.
Paralelamente, ha sido autodefinido por la organización como "una comunidad y plataforma transfeminista, interdisciplinaria, inclusiva e intergeneracional".

## Historia
Fundado en 2016 por la cantante chilena Francisca Valenzuela, la primera versión del evento se realizó en marzo de ese mismo año en Santiago. La cartelera incluyó a las cantantes locales Javiera Mena, Camila Moreno, Denise Rosenthal, Paz Court, Fakuta, Planta Carnívora, Marineros, Natisú y la propia Francisca Valenzuela.
En 2024, celebró en Nueva York su primera edición en Estados Unidos, como parte del Summer for the City, organizado por el Lincoln Center. El lineup incluyó a Bebel Gilberto, Buscabulla, iLe, Bruses, Nella, Ali Stone, Salt Cathedral, Riobamba, Renee Goust + Khylie Rylo, Mireya Ramos (Flor de Toloache) y la propia Francisca Valenzuela.
En marzo del año siguiente, Valenzuela anunció en un concierto la cuarta edición en Santiago y la segunda edición en Nueva York para ese mismo año.Además de las presentaciones musiciales, el evento en Chile contará con stand up comedy, paneles de conversación, exhibiciones y una feria de organizaciones y emprendedoras.

## Ediciones
Hasta 2024, el festival ha realizado ediciones musicales en Santiago, Ciudad de México, Lima y Nueva York, incluyendo paneles de discusión. Adicionalmente, Ruidosa Fest ha realizado sesiones de conversación en Las Vegas (con nominadas a los Premios Grammy Latinos 2016), Los Ángeles, Buenos Aires, Valparaíso y Valdivia.

### RUIDOSA Fest SCL
| N.º | Año  | Fecha(s)           | Recinto                           | Artistas | Ref.  |
| --- | ---- | ------------------ | --------------------------------- | --- | ----- |
| 1°  | 2016 | 5 de marzo         | Fundación Cultural de Providencia | Camila Moreno, Fakuta, Francisca Valenzuela, Marineros, Natisú, Paz Court, Planta Carnívora                                                                                     | [ 4 ] |
| 2°  | 2017 | 11 de marzo        | Centro Cultural Matucana 100      | Carolina Nissen, Chini and The Technicians, Dadalú, Dania Neko, Entrópica, Mamma Soul, Mariel Mariel, MKRNI, Nicole, Playa Gótica, Tomasa del Real, Yorka, Francisca Valenzuela | [ 5 ] |
| 3°  | 2018 | 7 de abril         | Centro Cultural Matucana 100      | Beatriz Pichi Malén, Cami, Dulce y Agraz, Lia Nadja, Javiera Parra, Mahani Teave, Mazapán, Natalia Norte, Pascuala Ilabaca, Princesa Alba, Natisú, Francisca Valenzuela         | [ 7 ] |
| 4°  | 2025 | 11 y 12 de octubre | Por anunciar                      | Por anunciar | [ 1 ] |

### RUIDOSA Fest en Nueva York
| N.º | Año  | Fecha        | Recinto        | Artistas | Ref.  |
| --- | ---- | ------------ | -------------- | --- | ----- |
| 1°  | 2024 | 10 de agosto | Lincoln Center | Bebel Gilberto, Buscabulla, iLe, Bruses, Nella, Ali Stone, Salt Cathedral, Riobamba, Renee Goust + Khylie Rylo, Mireya Ramos (Flor de Toloache), Francisca Valenzuela | [ 2 ] |
| 2°  | 2025 | Por anunciar | Lincoln Center | Por anunciar | [ 1 ] |

### Ruidosa Fest CDMX
| N.º | Año  | Fecha          | Recinto                   | Artistas | Ref.  |
| --- | ---- | -------------- | ------------------------- | --- | ----- |
| 1°  | 2016 | 5 de noviembre | Centro Cultural de España | Ximena Sariñana, Zemmoa, Vanessa Zamora, Daniela Spalla, Le Butcherettes, Planta Carnívora, Francisca Valenzuela | [ 5 ] |

### RUIDOSA Fest Lima
| N.º | Año  | Fecha       | Recintos                                       | Artistas                                                                                            | Ref.  |
| --- | ---- | ----------- | ---------------------------------------------- | --------------------------------------------------------------------------------------------------- | ----- |
| 1°  | 2019 | 11 de abril | Centro de Convenciones Barranco y Hotel Selina | Pussy Riot, Pamela Rodríguez, Janice, Mari Ya, Lara Nuh, Maribel Tafur, Sixta, Francisca Valenzuela | [ 4 ] |

## Investigaciones
En diciembre de 2018, una investigación de Ruidosa reveló que, entre 2016 y 2017, el porcentaje de números artísticos de mujeres en eventos masivos latinoamericanos correspondía a un 9,5% del total.
La investigación ha impulsado tres iniciativas legislativas hasta 2024: la Ley Mercedes Sosa aprobada en 2019 en Argentina, un proyecto de similares características en Uruguay presentado en 2021, y un proyecto de ley que modifica la ley N°19.928 en Chile y que se encuentra en segundo trámite constitucional desde 2023.